# 玉湖
玉湖，是一个位于中国湖北省公安县的湖泊，在湖北省公安县与松滋东河之间，面积约为9平方千米。
湖区属北亚热带季风气候区，多年平均气温16.4摄氏度，无霜期262天，多年平均年降水量1 127毫米。玉湖承纳公安、江陵和松滋三地共有的自来水。1973年，当地政府沿玉湖开挖了东西南北四大干渠，全长32千米，并新筑玉湖防渍堤。